# Carabus caucasicus
Carabus caucasicus es una especie de insecto adéfago del género Carabus, familia Carabidae. Fue descrita científicamente por Adams en 1817.
Habita en el Cáucaso del Norte, Georgia, Azerbaiyán, Armenia y Turquía. Mide entre 40-50 mm.